# Второе дыхание (фильм, 1966)
«Второе дыхание» — французский кинофильм 1966 года, детективная драма Жан-Пьера Мельвиля по сценарию и одноимённому произведению Жозе Джованни. В главной роли Лино Вентура.

## Сюжет
Гюстав Менда по кличке Старый Гю (Лино Вентура) после шестнадцати лет «отсидки» сбежал из тюрьмы. Гю хорошо известен в преступном мире благодаря своему мужеству и стойкости перед лицом опасности. Вскоре после побега он приходит к вдове своего старого друга Симон «Мануш» (Кристин Фабрега). У Мануш, её телохранителя Альбана (Мишель Константен) и их друзей есть небольшой бар в Париже. Незадолго до появления Гю Мануш и Альбан попали в неприятную историю — в их заведение нагрянули бандиты, посланные Джо Риччи (Марсель Боццуффи), который в своё время подставил Гю, и в перестрелке погиб их компаньон Жак. Гю появляется как раз вовремя: не сумев завершить начатое в баре, двое убийц появились на квартире Мануш, и если бы не Гю, то в лесу через пару дней нашли бы тела его друзей, а не убийц Риччи.
По пятам Гю идёт полиция, и Мануш с Альбаном вначале прячут его недалеко от Парижа, а затем помогают ему перебраться в Марсель, где Гю может спокойно отсидеться, а затем скрыться в Италии. Но у Гю совсем нет средств для бегства из Франции и тем более для жизни в другой стране. Тем временем новость о том, что Гю на свободе, распространяется в преступном мире. Джо Риччи, его брат Поль и ещё пара авантюристов получают наводку и замышляют дерзкое преступление — ограбление фургона, перевозящего полтонны платины. Они приглашают в дело Орлоффа (Пьер Зиммер), но тот отказывается, так как по плану необходимо убить двух мотоциклистов, полицейских сопровождения. Но из дела Орлофф не уходит, он заявляет, что знает подходящего человека, которому наверняка нужны деньги и который без колебаний пойдёт на «мокрое» дело. Речь идёт о Гю, и тот принимает предложение. Операция проходит удачно, Гю выполняет свою часть работы — убивает одного из мотоциклистов, сообщники делят добычу. Тем временем комиссар Бло (Поль Мёрисс) продолжает преследование Гю. Комиссар хитростью заманивает беглого преступника в ловушку, Гю невольно выдаёт своего друга Поля Риччи, и их обоих задерживают. В тюрьме их пытают, однако оба отказываются назвать имена сообщников и указать тайники с добычей. Но хитрый комиссар через СМИ ловко распускает слух, что Гю сдал Поля, а теперь они оба готовы сдать и остальных.
Тем временем Джо Риччи под видом «благородной мести» за Поля манипулирует оставшимися на свободе сообщниками, стремясь в итоге получить долю добычи своего брата. Гю же вновь убегает из тюрьмы, чтобы вернуть своё доброе имя, доказать, что он не «стукач», а заодно вступиться за честь Поля и поквитаться с Джо.

## В ролях
- Лино Вентура — Гю Минда
- Поль Мёрисс — комиссар Бло
- Раймон Пеллегрен — Поль Риччи
- Кристин Фабрега — Симон «Мануш»
- Марсель Боццуффи — Джо Риччи
- Дени Мануэль — Антуан
- Мишель Константен — Альбан
- Пьер Циммер — Орлофф
- Пьер Грассе — Паскаль Леонетти
- Поль Франкёр — инспектор Фардиано
- Жан Негрони — инспектор

## Значение фильма
Фильм «Второе дыхание» знаменует переход между двумя большими периодами в творчестве Жан-Пьера Мельвиля. В этой картине Мельвиль начинает отходить от классических форм художественного кино и оставляет зрителю довольно много пространства для фантазии. Если психологические портреты персонажей выписаны ещё весьма детально, то событийный ряд содержит много пробелов. Многие факты из прошлого героев даются одной фразой, намёком. По сути фильм предстаёт вырванным куском из жизни Гю и остальных героев истории. Следует отметить, что такая недоговорённость присутствует в первоисточнике — романе Джованни, которому Мельвиль точно следует.
Мельвиль сознательно жертвует некоторой частью реализма, чтобы показать собственное видение жанра криминального боевика. На него оказала влияние традиция американского жанрового кино (вестерны, фильмы ужасов), в котором предыстория персонажей и их характеры часто остаются нераскрытыми, важно только действие, происходящее здесь и сейчас. Но, с другой стороны, от приёмов европейского кино, с обязательным изображением психологических портретов героев, Мельвиль не отказывается, являя своеобразный кинематографический сплав традиций двух киношкол.
В формальном плане «Второе дыхание» ещё не достигает тех высот схематизма, которые будут продемонстрированы режиссёром в «Самурае» (1967) и «Полицейском» (1972), но подчёркнутая нищета некоторых планов и пейзажей уже очевидна.
В картине прослеживаются темы, которые станут постоянными в последующих работах Мельвиля:
— несколько сюжетных линий развиваются с ускорением и всё возрастающим напряжением, пересекаясь в точке кульминации, определяющей судьбу главных героев;
— связь между побегом и искуплением, движущая сила сюжета фильма «Армия теней» (1969);
— роль полицейского, полностью внешняя по отношению к основному действию фильма, служащая лишь индикатором и катализатором судьбы преступников;
— роль женщины, на которой пересекаются судьбы главных героев-мужчин и которая прикладывает все возможные усилия, чтобы им помочь, но не может ничего изменить.

## Факты
- Фильм планировалось снимать ещё в 1964 году со следующим актёрским составом:

Серж Реджани — Гю
Симона Синьоре — Мануш
Лино Вентура — комиссар Бло
Жорж Маршаль — Орлофф
Роже Ани — Джо Риччи
Раймон Пелегрен — Поль Риччи
Контракты были уже подписаны, но затем съёмка была оставлена из-за финансовых трудностей. Работа над фильмом возобновилась только через два года, и в итоге из первоначального актёрского состава остались только Лино Вентура (получил роль главного героя взамен роли его антагониста) и Раймон Пелегрен (сохранил свою роль).
- «Мануш» — не фамилия героини, а её кличка в блатном мире; в переводе означает «цыганка». Видимо, переводчиков фильма смутило, что её играет блондинка. В книге даётся объяснение, что кличку Симона получила в молодости за любовь к ярким цветастым платьям.
- В фильме «хорошего» из братьев Риччи зовут Поль, тогда как в книге его имя Вентура. Можно предположить, что имя заменили из-за его совпадения с фамилией Лино Вентуры, игравшего роль Старика Гю.
- В 2007 году режиссёром Аленом Корно была поставлена новая одноимённая экранизация романа Хосе Джованни c Даниэлем Отёйем и Моникой Беллуччи в главных ролях.